# После бенефиса
«После бенефиса» — рассказ Антона Павловича Чехова. Написан в 1885 году, впервые опубликован в «Петербургской газете», 1885, № 261 от 23 сентября с подпись А. Чехонте.

## Публикации
Рассказ А. П. Чехова «После бенефиса» написан в 1885 году, впервые опубликован в «Петербургской газете» в 1885 году, № 261 от 23 сентября с подпись А. Чехонте.

## Сюжет
После бенефиса в одном из номеров гостиницы «Вѣнецыя» сидели трагик Унылов и артист Тигров. Перед ними на столе стояли водка, красное вино, коньяк и сардины. Унылов с воодушевлением рассказывал о своем выступлении в театре и упомянул о заработанных им 123 рубля 80 копеек.
Услышав о деньгах, Тигров попросил подарить ему без отдачи двадцать «талеров», чтобы на них он мог съездить в Елец где недавно скончался его дядя, иначе ему придется идти туда пешком. На эти просьбы Унылов стал считать, хватит ли ему полученных денег на запланированные покупки. Артисты поочередно вспоминали, что им необходимо для себя и для театра. После того, как Унылов вспомнил, что ему нужно пальто, денег для Тигрова не хватало. Тогда Тигров упрекнул Унылова в эгоизме, и сказал: «Будь у меня деньги, да нешто бы я пожалел? Сто… триста… тысячу… бери сколько хочешь! У меня после родителей десять тысяч осталось. Всё актерам роздал!..».
Пришлось Унылову отдать двадцать рублей Тигрову. После этого они пошли на вокзал. На вокзале артисты заказывали пиво, красное вино, закуски, и им стало уже не до поездки, да ещё тут подвернулся комик Дудкин. Дудкин удился, что артисты гуляют на вокзале и позвал их в «Бель-вю», где собрались другие артисты. Счет «Бель-вю» «съел всю бенефисную выручку».

## Экранизация
- Сюжет рассказа был использован в польском телеспектакле 2000 года «Закулисные истории», режиссёр Збигнев Запасиевич